# Tadeusz Mickiewicz
Tadeusz Mickiewicz (ur. 31 stycznia 1903 w Łoszycy, obecnie część Mińska, zm. 20 maja 1968 w Warszawie) – polski harcerz, inżynier elektryk, więzień polityczny w PRL.

## Życiorys
Urodził się w rodzinie Karola, agronoma, i Ludwiki z Nowickich. Uczęszczał do gimnazjum w Mińsku Białoruskim. Należał do Polskiej Organizacji Wojskowej. W 1920 roku był drużynowym jednej z mińskich drużyn oraz dowódcą Mińskiego Plutonu Harcerskiego. W tymże roku służył w Wojsku Polskim. Należał również wtedy do tajnego Związku Młodzieży Polskiej „Przyszłość” –„PET”-u. 
W 1921 roku wstąpił na Wydział Elektrotechniczny Politechniki Warszawskiej. Podczas studiów działał w Bratniej Pomocy Politechniki Warszawskiej i w Stowarzyszeniu Młodzieży Akademickiej „Iuventus Christiana”. W 1931 roku uzyskał dyplom inżyniera elektryka. W latach 1932–1936 pracował w Dyrekcji Okręgowej Polskich Kolei Państwowych w Warszawie przy przebudowie węzła warszawskiego i projektowaniu oraz nadzorowaniu wykonawstwa elektrycznych urządzeń zabezpieczenia ruchu na innych stacjach. W latach 1936–1939 pracował w firmie Ericsson, z ramienia której pełnił kierownicze funkcje przy elektryfikacji warszawskiego węzła kolejowego. Specjalizował się w zakresie systemów automatyki zabezpieczenia i sterowania ruchem kolejowym. W 1939 roku został dyrektorem fabryki Ericssona w Radomiu. Przed wojną był seniorem „Iuventus Christiana”. 
We wrześniu 1939 roku wstąpił ponownie ochotniczo do Wojska Polskiego, walczył pod Radzyminem i na Woli jako porucznik rezerwy w 360 pułku piechoty. Dostał się do niemieckiej niewoli i od 1940 roku przebywał w Oflagu II C Woldenberg. W lutym 1945 r. wrócił do Polski i rozpoczął pracę w Dyrekcji Okręgowej PKP w Katowicach na stanowisku naczelnika Służby Elektrotechnicznej. 1 sierpnia 1946 r. został dyrektorem naczelnym Zjednoczenia Przemysłu Teletechnicznego, a następnie wicedyrektorem Branży Telekomunikacyjnej Przemysłu Elektrotechnicznego, pracując przy odbudowie fabryk przemysłu teletechnicznego i oświetleniowego. W latach 1947–1950 wykładał również na Wydziale Elektrycznym Politechniki Warszawskiej. W tym okresie był też członkiem Zarządu Głównego Stowarzyszenia Elektryków Polskich.
Od marca 1950 do 6 lipca 1956 roku przebywał w więzieniu odsiadując wieloletni wyrok polityczny; został zwolniony w wyniku rewizji nadzwyczajnej wniesionej do Sądu Najwyższego. Od sierpnia 1956 r. pracował jako kierownik pracowni Automatyki i Telemechaniki Liniowej w Instytucie Naukowo-Badawczym Kolejnictwa (obecnie Instytut Kolejnictwa) oraz jako główny inżynier specjalista w Centralnym Biurze Studiów i Projektów Budownictwa Kolejowego. W latach 1959–1967 wykładał również na Wydziale Elektrycznym Politechniki Łódzkiej.

W 1926 roku ożenił się z Heleną Pietruszewską (1900–1992), z którą miał troje dzieci: Bohdana, Zdzisława, plastyka, i Teresę (ur. 1928), lekarkę.

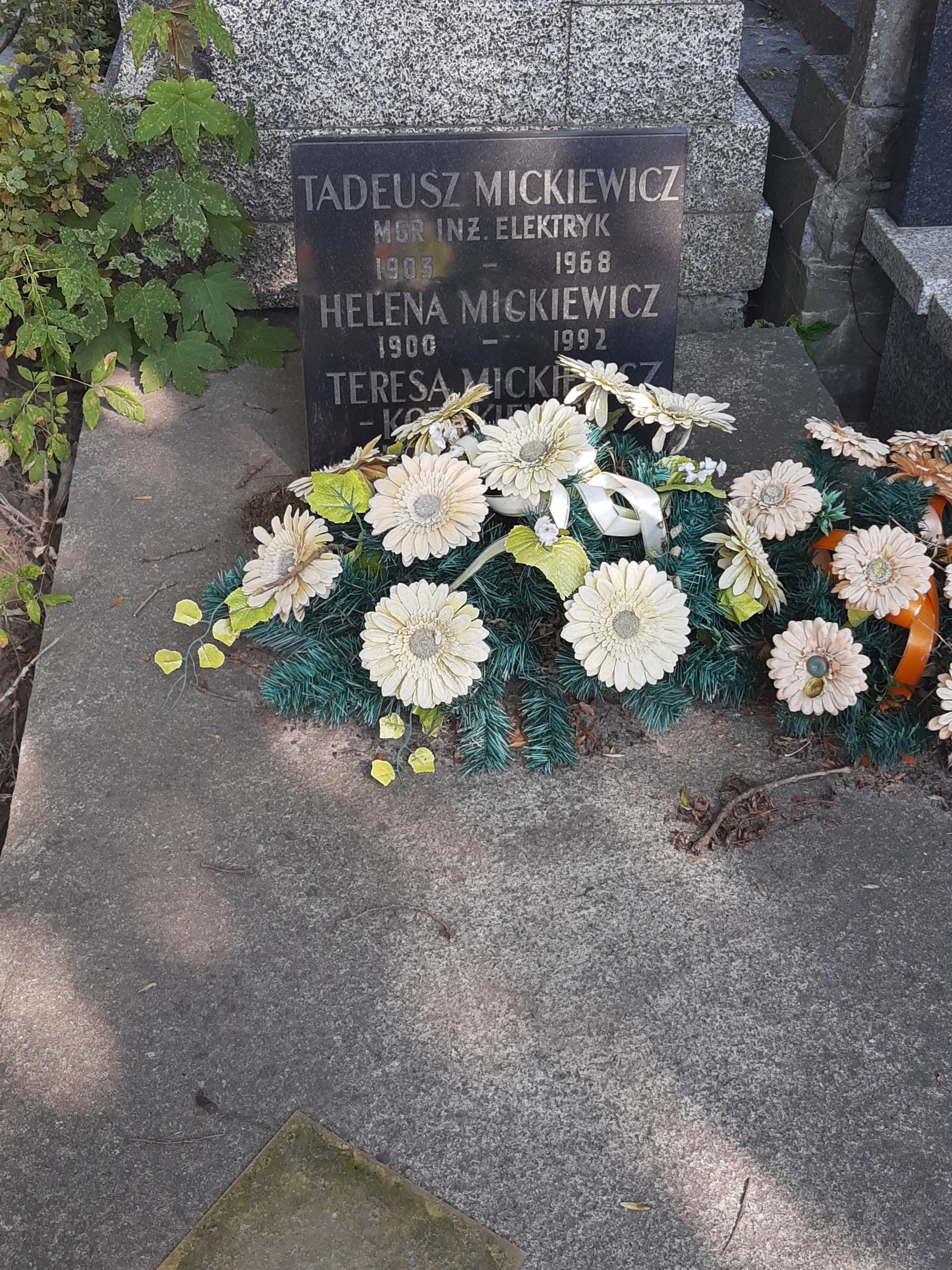
Grób Tadeusza Mickiewicza na cmentarzu Powązkowskim

Został pochowany na cmentarzu Powązkowskim w Warszawie (kwatera 155b-4-4).

## Niektóre publikacje
- Elektryczne urządzenia bezpieczeństwa ruchu pociągów: urządzenia liniowe (pod pseudonim Tadeusz Adamski, Wydawnictwa Komunikacyjne, Warszawa 1956)
- Elektryczne urządzenia zabezpieczenia ruchu pociągów: urządzenia stacyjne (Warszawa 1959)
- Przekaźnikowe urządzenia nastawcze typu półblokowego (razem z Anatolem Zubkowem, Wydawnictwa Komunikacji i Łączności, Warszawa 1961)
- Automatyczne urządzenia zabezpieczenia ruchu na liniach kolejowych (Wydawnictwa Komunikacji i Łączności, wydanie 2: Warszawa 1966)
- Elektryczne urządzenia zabezpieczenia ruchu kolejowego: urządzenia stacyjne (razem z Antonim Mikulskim, Wydawnictwa Komunikacji i Łączności, Warszawa 1968)[3]

## Ordery i odznaczenia
- Krzyż Niepodległości (9 października 1933)[4]
- Złoty Krzyż Zasługi (16 stycznia 1946)[5]
- Krzyż Walecznych (za udział w kampanii wrześniowej)
- Odznaka tytułu honorowego „Zasłużony Kolejarz PRL”[6].